# Paul Sérant
Paul Sérant, nom de plume de Paul Salleron (né le 10 mars 1922 à Paris et mort le 4 octobre 2002 à La Godefroy dans la Manche), est un journaliste, essayiste et écrivain français. Sérant était le frère du journaliste et théoricien catholique Louis Salleron.

## Biographie
Fils de l'architecte René Salleron, Paul Sérant est né le 19 mars 1922 dans une fratrie de neuf enfants. Il est le benjamin de cette famille très catholique. 
Sous l'Occupation, il participe à un réseau de résistance. Après la Deuxième Guerre mondiale, il travaille au service étranger de la BBC. À la même époque, il manifeste un vif intérêt pour l'ésotérisme et les sciences occultes. Il se rapproche des cercles mystiques du mage Gurdjieff et il prend connaissance des travaux traditionalistes de René Guénon. Fidèle à cet héritage, il critique les positions de Louis Pauwels durant les années 1970.
Dans ses pamphlets, Sérant critique notamment le « centralisme » jacobin. Il estime que la centralisation, telle qu'elle fut développée en France, bride les énergies et sacrifie l'identité et la réalité des anciennes provinces au nom de la « République une et indivisible », qui, à ses yeux, n'est qu'une abstraction intellectuelle. De la même manière, Sérant propose que soient restituées les libertés confisquées par l'État omnipotent et omniprésent, en soulignant : « Ces libertés et elles seules peuvent permettre le maintien des cultures, ou leur renaissance »[réf. nécessaire].
Difficilement classable sur l'échiquier politique, Sérant n'hésite pas à polémiquer autant avec la gauche que la droite. Ses travaux comptent toutefois plusieurs études sur des figures d'extrême droite et il défend volontiers des idéaux traditionalistes rappelant ceux de l'Action française. En 1998, Arnaud Guyot-Jeannin le range dans la mouvance de la Nouvelle Droite. De fait, il appartient au comité de patronage de Nouvelle École, revue apparentée à cette dernière, ainsi qu'au comité d'honneur de l'Institut d'études occidentales.
Dans ses derniers essais, Sérant défend les langues minoritaires en France, il s'intéresse aux « vaincus » du XXe siècle, au folklore et au régionalisme. Au racisme, il propose le remède de l'« ethnisme » (tout en mettant en garde contre ses excès) qui fait l'apologie de la lutte des membres d'une communauté pour assurer son maintien.
L’Académie française lui décerne le prix Broquette-Gonin (littérature) en 1975 pour Le Mont Saint Michel ou l’Archange pour tous les temps, le prix Eugène Colas en 1990 pour Les grands déchirements des catholiques français et le prix Mottart en 1992 pour l’ensemble de son œuvre.
En 1999, il signe pour s'opposer à la guerre en Serbie la pétition « Les Européens veulent la paix », initiée par le collectif Non à la guerre.
Il a appartenu à l'association des amis de Robert Brasillach et au comité de patronage de Défense de l'Occident.

## Œuvres
- Les Années Terribles - Poèmes des Temps éprouvés - 1944 - recueil hors commerce tiré à 100 exemplaires numérotés.
- Le Meurtre rituel, 1950.
- René Guénon, 1953, 1993 (2e éd. revue et augmentée).
- Au Seuil de l ésotérisme, précédé de L'esprit moderne et la tradition par Raymond Abellio, 1955.
- Les Inciviques, Paris, Plon, 253 p., 1955
- Gardez-vous à gauche, 1956.
- Où va la droite ?, préface de Marcel Aymé, 1958.
- Le Romantisme fasciste… ou l'œuvre politique de quelques écrivains français, Fasquelle, 1959 ; rééd. Éditions Pierre-Guillaume de Roux, Paris, préf. Olivier Dard, 357 p., 2017  (ISBN 978-2363712134) ; rééd. Krisis, Paris, 368 p., 2023  (ISBN 978-2493898784)
- Garder la voiture, congédier le valet. Maurice Bardèche, « Le romantisme fasciste », Extraits de Lectures: « Réflexions d'un nationaliste français: Michel Braspart », « Lucien Rebatet », dans Défense de l'Occident, 1960.
- Salazar et son temps, 1961.
- Les Vaincus de la Libération. L'Épuration en Europe occidentale à la fin de la Seconde Guerre mondiale. De la répression à l'apaisement, 1964 (trad. allemande, 1966), rééd., 1992.
- La France des minorités, 1965.
- Le Réveil ethnique des provinces de France (conférence donnée pour le 42e dîner-débat du Centre d'études politiques et civiques, le 28 avril 1966), dans Les Cahiers du CEPEC, n° 37 (Lire en ligne)
- L'Expansion américaine. Bibliothèque de culture historique, 1968.
- La Bretagne et la France, 1971.
- Lettre à Louis Pauwels. Sur les gens inquiets et qui ont bien le droit de l'être, 1971.
- Les Dissidents de l'Action française, Copernic, 1978 ; rééd. Éditions Pierre-Guillaume de Roux, Paris, préf. Olivier Dard, 420 p., 2016  (ISBN 978-2363711625)
- Les Enfants de Jacques Cartier. Du grand nord au Mississippi. Les américains de langue française 1978
- L'Aventure spirituelle des Normands, 1981.
- Les grands déchirements des catholiques français, 1989.
- Dictionnaire des écrivains français sous l'Occupation, 2002.
- Les inciviques, Éditions Plon, 1955, Réédition de l'Homme Libre 2008.